# 学校法人愛徳学園
学校法人愛徳学園（がっこうほうじん あいとくがくえん）は、兵庫県神戸市垂水区に本部を置く学校法人。
愛徳カルメル修道会を設立母体とする、カトリックのミッションスクールであり、幼稚園から高等学校までを設置する。

## 設置する学校
- 愛徳学園中学校・高等学校（神戸市垂水区歌敷山）
- 愛徳学園小学校（神戸市垂水区歌敷山）
- 愛徳幼稚園（神戸市垂水区霞ヶ丘）
- 神陵台愛徳幼稚園（神戸市垂水区神陵台）

## 特色
「イエス・キリストの福音に基づき、創立者聖女ホアキナの教育理念である「愛の教育」を行い、神と隣人への愛に生きる人を育成する」ことを建学の精神とする。校訓は「気高く　強く　美しく」。

## 沿革
設立母体である愛徳カルメル修道会は、1826年にスペイン出身のホアキナ・デ・ベドゥルナ（のち1959年に列聖）によって設立された修道会で、ローマに本部を置く。
1949年、6人の修道女が来日し、翌1950年に神戸市垂水区に日本における本部修道院である垂水修道院を創立。1951年に幼稚園の前身となる「ホアキナ愛児園」を開設した。1954年に小学校を開設。学園では、2024年を愛徳カルメル修道会来日75周年・愛徳学園創立70周年の記念の年としており、小学校設立をもって「学園創立」としている。

### 年表
- 1951年 - 「ホアキナ愛児園」を開設[1][5]。
- 1953年 - 「ホアキナ愛児園」は幼稚園として認可され「愛徳幼稚園」に改称[1][5]。
- 1954年 - 「カルメル学園小学校」創設[1]。
- 1955年 - 「カルメル学園小学校」は「愛徳学園小学校」に校名変更[1]。
- 1959年 - 「愛徳学園中学校」創設[1]。
- 1962年 - 「愛徳学園高等学校」創設[1]。
- 1972年 - 明舞団地の開設にあわせ、「神陵台愛徳幼稚園」創設[7]。
- 1976年 - 小学校新校舎竣工[8]。
- 1987年 - 旧校舎内の修道院を移転、聖堂・図書館改築[9]。
- 1991年 - 小学校のホール・音楽堂改築[9]。
- 1995年 - 阪神・淡路大震災により被災、中高の校舎や体育館は半壊し、仮設校舎で授業再開[10]。
- 1997年 - 新校舎・体育館・講堂・聖堂竣工式[11]。

## 姉妹校
愛徳カルメル修道会傘下の世界約150校を姉妹校と位置付ける。日本では、当学校法人設置の学校のほか、大阪府門真市に大阪愛徳幼稚園（1956年設立、設置者は学校法人大阪愛徳学園）がある。